# Zoë Wanamaker
Zoë Wanamaker, CBE (Nova Iorque, 13 de maio de 1949) é uma atriz anglo-americana, mais conhecida pelo seu trabalho nos filmes de Harry Potter.

## Filmografia
- Inside the Third Reich (1982) (TV)
- Edge of Darkness (1985) (TV)
- Paradise Postponed (1985) (TV)
- Othello (1989) (TV)
- Prime Suspect (1991) (TV)
- The Countess Alice (1992) (TV)
- Love Hurts (1992-94) (TV)
- Wilde (1997)
- Swept from the Sea (1997)
- A Dance to the Music of Time (1997)
- The Magical Legend of the Leprechauns (1998)
- David Copperfield (1999) (TV)
- Gormenghast (2000) (TV)
- My Family (2000-) (TV)
- Adrian Mole: The Cappuccino Years (2001) (TV)
- Harry Potter and the Philosopher's Stone (2001)
- Five Children and It (2004)
- Britain's Best Sitcom (2004) (TV) (narrator)
- Marple: A Murder is Announced (2005) (TV)
- Doctor Who: "The End of the World" (2005) and "New Earth" (2006)
- Agatha Christie's Poirot "Cards on the Table" (2005) (TV)
- Johnny and the Bomb (2006)
- Agatha Christie's Poirot "Mrs. McGinty's Dead" (2008) (TV) and "Third Girl" (2008) (TV)
- Fable 2 (2008) (video game)
- It's a Wonderful Afterlife (2010)
- My Week with Marilyn (2011)
- Shadow and Bone (2021)